# إيرينا بومان
إيرينا بومان (بالإنجليزية: Irena Bauman)‏ هي مهندسة معمارية بريطانية، ولدت في 1956 في وارسو في بولندا.